# 1761년
1761년은 목요일로 시작하는 평년이다.

## 연호
- 청(淸) 건륭(乾隆) 26년
- 일본(日本) 호레키(宝暦) 11년
- 후 레 왕조(後黎朝) 까인흥(景興) 22년

## 기년
- 류큐(琉球) 쇼보쿠왕(尚穆王) 10년
- 청(淸) 고종 건륭제(高宗 乾隆帝) 26년
- 조선(朝鮮) 영조(英祖) 37년
- 후 레 왕조(後黎朝) 현종(顯宗) 22년

## 사건
- 6월 6일 - 금성 일면통과가 일어남.
- 〈작은 별〉의 원곡 〈아! 말씀드릴게요, 어머니〉가 프랑스에서 출판.

## 탄생
- 2월 16일 - 프랑스의 장군 샤를 피슈그뤼. (~1804년)
- 11월 20일 - 제253대 로마의 교황 교황 비오 8세. (~1830년)

### 미상
- 조선의 가톨릭 순교자 유소사. (~1839년)

## 사망
- 4월 7일 - 영국의 수학자 토머스 베이즈. (1701년~)
- 7월 13일 - 일본 에도 막부의 제9대 쇼군 도쿠가와 이에시게. (1712년~)